# Madecassina
Madecassina is een geslacht van kevers uit de familie van de loopkevers (Carabidae). De wetenschappelijke naam van het geslacht is voor het eerst geldig gepubliceerd in 1949 door Jeannel.

## Soorten
Het geslacht Madecassina omvat de volgende soorten:
- Madecassina alluaudi Jeannel, 1949
- Madecassina angusticollis (Alluaud, 1899)
- Madecassina curta (Alluaud, 1935)
- Madecassina maculata (Alluaud, 1899)
- Madecassina occipitalis Jeannel, 1949
- Madecassina permira (Alluaud, 1935)
- Madecassina picta (Alluaud, 1897)
- Madecassina puncticollis Jeannel, 1949
- Madecassina sicardi Jeannel, 1949
- Madecassina tanala (Alluaud, 1935)